# Vavřetice
Vavřetice je vesnice, část obce Řehenice v okrese Benešov. Nachází se asi 2 km na sever od Řehenic. V roce 2009 zde bylo evidováno 68 adres. Vavřetice leží v katastrálním území Babice u Řehenic o výměře 4,15 km².

## Historie
První písemná zmínka o vesnici pochází z roku 1309.